# Jo Spence
Jo Spence (* 15. Juni 1934 in London; † Mai 1992 ebenda) war eine britische Fotografin.

## Leben und Werk
Jo Spence wurde 1934 als Arbeiterkind geboren und hatte von 1967 bis 1974 ein eigenes Fotostudio, in dem sie sich vorwiegend der Porträt und Hochzeitsfotografie widmete. In den 1970ern begann sie sich auf Selbstporträts zu spezialisieren. Spence war 1974 maßgeblich an der Gründung von Hackney Flashers, einem sozialistisch-feministischen Frauenkollektiv, beteiligt. In Zusammenarbeit mit der Half Moon Gallery brachte sie 1976 die Zeitschrift Camerawork heraus. Spence begann sich zunehmend politisch zu engagieren und kehrte der kommerziellen Fotografie den Rücken zu, während sie sich auf Dokumentarfotografie konzentrierte. Als Sekretärin im British Film Institute verdiente sie ihren Lebensunterhalt.
1979 begann sie ein Fotografiestudium am Polytechnic of Central London. Einer ihrer Professoren war Victor Burgin. Spence schloss das Studium mit Auszeichnung ab, änderte ihre Arbeitsweise und beschäftigte sich mit den Themen Häuslichkeit und Familienleben.
1982 erfuhr Jo Spence, dass sie Krebs hatte. Diese Diagnose änderte ihre Fotografie erneut. Sie begann sich mit Identität, Subjektivität, mentaler und körperlicher Gesundheit auseinanderzusetzen. Fotografisch thematisierte sie ihre eigene Krankheit, den Brustkrebs. Ihre bekannteste Fotoserie, The Picture of Health? (1982–1986), entstand.

„Im Werk der Fotografin Jo Spence finden sich politische und aufklärerische Ansätze bis hin zu Inszenierungen und die von ihr entwickelte Fototherapie. (...) Spence, die an Krebs starb, machte die Fotografie zu einem Mittel der Rebellion und Therapie, mit dem sie mutig gegen die Pathologien zu Felde zog, die durch die in der Kultur vorherrschenden Bilder reproduziert werden.“

Mit ihrem Partner Terry Dennett setzte Jo Spence sich in der Gemeinschaftsarbeit Remodelling Photo History (1980–1982) mit gesellschaftlichen und kulturhistorischen Konzepten von Weiblichkeit auseinander. Remodelling Photo History wurde 2007 auf der documenta 12 in Kassel ausgestellt.